# Onderscheiding

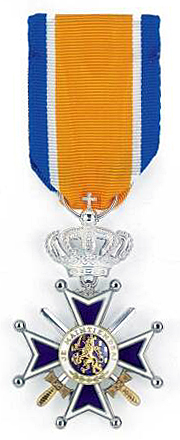
Nederlandse onderscheiding voor een Ridder van de Orde van Oranje-Nassau.

Een onderscheiding, orde of decoratie is een ereteken dat iemand kan ontvangen vanwege zijn verdiensten of als eerbetoon. De wereldlijke of kerkelijke overheid of een andere hogere instantie kan een onderscheiding verlenen.

## Uiterlijke draagtekens in de geschiedenis
Onderscheidingen hebben in verschillende culturen en perioden uiteenlopende vormen gekregen, maar het gaat altijd om uiterlijkheden en titels, niet om beloningen in natura.
Het mogen dragen van bijzonder schoeisel (de rode hakken van de Romeinse magistraten), bijzondere gewaden, hoofddeksels met pauwenveren, lauwerkransen, kransen op het hoofd en de phalerae, ronde broches op het kuras van een Romeins soldaat zijn vormen van onderscheidingen in de oudheid en het oude China.
In Europa hebben onderscheidingen na de 11e eeuw de vorm van ridderkruisen aan ketens en linten, sterren en aan linten gedragen medailles aangenomen. 

## Lintjesregen in Nederland
In Nederland worden jaarlijks Koninklijke onderscheidingen uitgedeeld, bijvoorbeeld een kruis of medaille van een ridderorde. Opvallend is de lintjesregen voorafgaand aan Koninginnedag of Koningsdag, waarmee de verjaardag van koning gevierd wordt, ook al valt die niet meer samen met Koningsdag.

## Militaire onderscheidingen
Bijna elke staat heeft militaire onderscheidingen, die soms behoren tot de koninklijke onderscheidingen en civiele onderscheidingen. Veel landen kennen een onderscheiding met zwaarden.

## Pauselijke onderscheidingen
Voor bewezen verdiensten aan Kerk en samenleving die niet in aanmerking komen voor waardering middels een pauselijke ridderorde, kan de Paus de hoge pauselijke onderscheiding Pro Ecclesia et Pontifice of de lagere Bene Merenti verlenen.

## Ridderorden of tekens van een vereniging of lagere overheid
Een ereteken van een ridderlijke orde kan ook gezien worden als een onderscheiding, evenals een ereteken van een vereniging of lagere overheid. Zo kunnen deze een eremedaille, erepenning, legpenning of plaquette uitreiken. Het Nederlandse Rode Kruis heeft eigen onderscheidingen zoals het Kruis van Verdienste.

## Portret in diamanten
Een bijzondere onderscheiding is een Portret in diamanten dat aan staatslieden en militairen wordt gegeven en dat op het lint van een hoge orde op de borst wordt gedragen.

## Cum laude bij diploma's
Bij het afstuderen kan de student bij een extra goede prestatie worden onderscheiden door de vermelding cum laude of summa cum laude, Latijn voor 'met lof' en 'met de hoogste lof'.